# Achraf Lazaar
Achraf Lazaar es un futbolista marroquí que juega como defensa en el Dubai City F. C. de la División 1 de EAU.
Pese a su origen marroquí (nació en la ciudad de Casablanca), Lazaar ha jugado desde su etapa juvenil en Italia. También ha sido convocado por la selección de Marruecos.

## Clubes
| Club                               | País                   | Años      | Partidos | Goles |
| ---------------------------------- | ---------------------- | --------- | -------- | ----- |
| A. S. Varese 1910                  | Italia                 | 2012-2014 | 42       | 1     |
| U. S. Palermo                      | Italia                 | 2014-2016 | 76       | 3     |
| Newcastle United F. C.             | Inglaterra             | 2016-2021 | 10       | 0     |
| Benevento Calcio (cedido)          | Italia                 | 2017-2018 | 9        | 1     |
| Sheffield Wednesday F. C. (cedido) | Inglaterra             | 2019      | 4        | 0     |
| Cosenza Calcio (cedido)            | Italia                 | 2019-2020 | 9        | 1     |
| Watford F. C.                      | Inglaterra             | 2021      | 5        | 0     |
| Portimonense S. C.                 | Portugal               | 2021-2022 | 4        | 0     |
| Novara F. C.                       | Italia                 | 2023      | 7        | 0     |
| Dubai City F. C.                   | Emiratos Árabes Unidos | 2024-     |          |       |